# Дибрава (Ловецька область)
Дибра́ва (болг. Дъбрава) — село в Ловецькій області Болгарії. Входить до складу общини Ловеч.

## Населення
За даними перепису населення 2011 року у селі проживали 40 осіб, з них 38 осіб (95,0%) — болгари.
Розподіл населення за віком у 2011 році:
Динаміка населення: